# Петренко, Олег Алексеевич
Петренко Олег Алексеевич (род. 9 июля 1952) — советский и российский художник), живописец, график, педагог. Профессор СПГХПА им. А. Л. Штиглица. Профессор Международной Славянской Академии наук, образования, искусств и культуры. Член Союза художников СССР. Участник городских, всероссийских и зарубежных выставок СХ (живопись, графика). «Гран-При» международного симпозиума в номинации «Монументальная живопись», в г. Матран, Швейцария в 2002 году.

## Биография
Олег Алексеевич Петренко родился 9 июля 1952 года в городе Никополь в семье служащего.
- С 1968 по 1972 — учился в Днепропетровском государственном художественном училище.
- С 1972 по 1975 — служил в Советской армии.

После армии в 1975 году Олег Алексеевич переезжает в Ленинград и поступает ЛВХПУ им. В. И. Мухиной.
- С 1975 по 1980 — учился в Ленинградском высшем художественно-промышленном училище им. В. И. Мухиной на факультете декоративно-прикладного искусства, кафедра моделирования костюма. Тема дипломной работы "Дизайн костюмов для сотрудников Центра Управления полетов в Москве. (ЦУП) Присвоена квалификация — художник по моделированию костюма, диплом с отличием.
- С 1980—1988 — работал художником-модельером Ленинградском Доме моделей Одежды (дом Мертенса) на Невском Проспекте.
- С 1980—1990 — преподавал рисунок, живопись на подготовительных курсах ЛВХПУ им. В. И. Мухиной.
- С 1988—1990 — преподавал рисунок на художественно-графическом факультете Государственного педагогического университета им. А. И. Герцена.
- В 1990 — работал референтом выставочного зала фирмы «Орфей» Ленинградского отделения Советского фонда культуры.
- С 1990—2012 — работал преподавателем на кафедре рисунка СПбГХПА. им Штиглица.
- С 1996 — профессор кафедры рисунка, с 1996 по 2007 — декан факультета ДПИ на кафедре рисунка СПбГХПА.

## Семья
- Отец — Петренко Алексей Лукич[2] (род. 12 марта 1910—1998) — фронтовик, капитан, участник обороны Москвы, Гвардии рядовой 23 Артиллерийской Красносельской Краснознаменной дивизии, ветеран Великой Отечественной войны. Награждён: Медалью «За боевые заслуги»[3], Орденом Отечественной войны I степени[4], Медалью «За оборону Москвы»[5], Медалью «За оборону Москвы»[6], Медалью «За оборону Ленинграда»[7], Медаль «За победу над Германией в Великой Отечественной войне 1941—1945 гг.» и многими другими боевыми наградами.
- Мать — Петренко Мария Семёновна — медсестра.
- Брат — Петренко Юрий Алексеевич (1947—2017) — государственный деятель.

## Образование
- С 1968 по 1972 — Днепропетровское государственное художественное училище.
- С 1975 по 1980 — Ленинградское высшее художественно-промышленное училище им. В. И. Мухиной, факультете декоративно-прикладного искусства, кафедра моделирования костюма. Присвоена квалификация — художник по моделированию костюма, диплом с отличием.

## Творческие работы
Олег Алексеевич Петренко работает в художественном стиле реалистичный экспрессионизм, в графических работах используют авторскую технику.
- «Прикосновение». Картина послужила толчком для написания одноимённого цикла из 36 стихотворений, изданных в 2000 году советским и российским историком искусства, публицистом, заслуженным деятелем искусства РФ Раскиным Абрамом Григорьевичем[8].
- «Неожиданная встреча» (фр. Rencontre Imprévue). (Холст, масло) Картина выставлялась в 2003 году на всемирной выставке «Salon 2003 SNBA» Société nationale des beaux-arts. Лувр, Париж.
- «Натюрморт при луне. Стул, груши, ночь». (фр. La chaise, les poires, la nuit). (Холст, масло) Картина выставлялась в 2005 году на всемирной выставке «Salon 2005 SNBA» Société nationale des beaux-arts. Лувр, Париж.
- «Друзья». Натюрморт. (холст/масло) 55×75 см, 2017.
- «Молодой кит оказавшийся в сетях у берегов Новой Зеландии» (холст/масло) 19 марта. 2019.

## Профессиональная деятельность
- Станковая и монументальная живопись, станковая графика.
- Профессор СПГХПА им. А. Л. Штиглица.
- Профессор Международной Славянской Академии наук, образования, искусств и культуры.
- Член Союза Художников СССР, России и Международного Союза художников.

## Преподавательская деятельность
- С 1980 г. — преподаватель на подкурсах ЛВХПУ им. В. И. Мухиной
- 1987—1989 гг. — преподаватель каф. рисунка и графики ЛГПИ им. А. И. Герцена;
- 1987—1989 гг. — ассистент каф. рисунка ЛГПИ им. А. И. Герцена.
- 1990—1990 гг. — референт выставочного зала фирмы «Орфей» Ленинградского отделения Советского фонда культуры;
- 1990—1993 гг. — преподаватель каф. рисунка ЛВХПУ им. В. И. Мухиной;
- 1993—1997 гг. — ст. преподаватель каф. рисунка СПбГХПА;
- 1996—2008 гг. — декан ф-та ДПИ СПбГХПА им. А. Л. Штиглица;
- 1997—2003 гг. — доцент каф. рисунка;
- 2003 г. — профессор.

## Художественные выставки
Всего принимал участие в более 300-х выставках и биеннале. Произведения находятся в музеях России, галереях и частных собраниях РФ и за рубежом.

### Персональные выставки Олега Петренко
- 1992 г. — Внешне-политическая ассоциация. Москва.
- 1995 г. — Английский клуб. Санкт-Петербург.
- 1995 г. — Галерея Академии художеств. Санкт-Петербург.
- 1996 г. — Культурный центр. г. Белосток, Польша.
- 1996 г. — Галерея «Катарины Напирковской». Варшава, Польша.
- 1996 г. — Галерея «Авторская галерея-1». Мюнхен, Германия
- 1996 г. — "Отражение чувств. галерея «Невский 20». Санкт-Петербург.
- 1996 г. — Галерея «Frames and more». Мюнхен, Германия.
- 1998 г. — Дом журналиста. Санкт-Петербург.
- 1998 г. — Санкт-Петербургский Государственный технический университет. Санкт-Петербург.
- 1998 г. — Галерея СПбГТУ, Санкт-Петербург.
- 2001 г. — Культурный центр. Галерея «Юго». Матран, Швейцария.
- 2002 г. — Клиника неврологии ВМА, Санкт-Петербург.
- 2002 г. — Военно-медицинская академия. Санкт-Петербург.
- 2002 г. — Музей декоративно-прикладного искусства СПбГХПА им. В. И. Мухиной. Санкт-Петербург.
- 2003 г. — Государственный Русский музей, Санкт-Петербург.
- 2003 г. — Участник Салона SNBA (Salon SNBA 2013. Paris Louvre[9] — Париж, Лувр.
- 2004 г. — «Нева-Морача». г. Подгорица, Черногория.
- 2005 г. — Культурный центр. г. Матран, Швейцария.
- 2007 г. — Галерея Ёсипа-Бепо Бенковича. г. Херцег-Нови, Черногория.
- 2017 г. — Вставка «Коллекция! Уникальный дар музею»[10] в парижском Центре Помпиду. Национальный центр искусства и культуры Жоржа Помпиду — Париж

### Основные выставки
- 1 декабря 1988 — 30 января 1989 г. — Групповая выставка «Современное искусство Ленинграда»[11]. Товарищество Экспериментального Изобразительного Искусства. ЦВЗ «Манеж». Санкт-Петербург.
- 1991 г. — «Реалистическая выставка Советской эпохи». СПбСХ. Санкт-Петербург.
- 1995 г. — «Ретроспективная выставка советского искусства». СПбСХ. Санкт-Петербург.
- 1996 г. — Международная выставка «Музыкальный фестиваль». г. Честер, Великобритания.
- 1998 г. — Юбилейная выставка «65-лет СПбСХ.» Санкт-Петербург.
- 1998 г. — «Современный Петербург». ЦВЗ «Манеж». Санкт-Петербург.
- 1999 г. — «Петербург-Москва». ЦВЗ «Манеж». Москва.
- 2000 г. — Международная выставка «Последний рисунок 20-века» в рамках фестиваля «От авангарда — до наших дней». СПбСХ. Санкт-Петербург.
- 2000 г. — Международная выставка в рамках фестиваля «Мастер-класс». Российский этнографический музей. Санкт-Петербург.
- 2000 г. — «Москва-Петербург». ЦВЗ «Манеж». Санкт-Петербург.
- 2003 г. — Юбилейная выставка «70 лет СПбСХ». ЦВЗ «Манеж». Санкт-Петербург.
- 2003 г. — «300 лет Санкт-Петербургу». ЦВЗ «Манеж». Санкт-Петербург.
- 2003 г. — Всемирная выставка «Salon SNBA» Société nationale des beaux-arts. Лувр, Париж.
- 2004 г. — Международная выставка к 170-летию Т. Г. Шевченко. Музей декоративно-прикладного искусства. СПбГХПА им. А. Л. Штиглица.
- 2004 г. — Международное биеннале «БИН-2004». СПбСХ. Санкт-Петербург.
- 2004 г. — Международная выставка «Этнические истоки культуры Украины и современность». г. Днепропетровск, Украина.
- 2005 г. — Всемирная выставка «Salon SNBA». Société nationale des beaux-arts Лувр, Париж.
- 2007 г. — Международная выставка. Галерея Ёсипа-Бепо Бенковича. г. Херцег-Нови, Черногория.
- 25 января 2008 г. — Выставка «На рубеже тысячелетий»[12] в «Галерее на Чистых прудах». Представлены работы около тридцати современных Петербургских художников. Отдельная экспозиция посвящена работам двух петербургских художников — Олега Петренко и Павла Буцкого.
- 15 февраля — 23 февраля 2020 г. — «Выставка ПОНАЕХАЛИ!»[13] в Конгрессно-выставочный центр «ЭкспоФорум», Петербургское шоссе, 64. Участник флешмоба «200 портретов Невского. Понаехали!» на Невском проспекте. Санкт-Петербург.

### Выставки памяти Марии Александровны Королевой
С 2014 года Олег Алексеевич организует ежегодные художественные выставки памяти Марии Александровны Королевой — жены, соратника, коллеги. В выставке принимают участие коллеги, друзья и ученики Марии Королевой. Выставляется: живопись, скульптура, графика, текстиль, фотография. Мария Александровна Королева — художник-монументалист, в прошлом заведующая кафедрой текстиля в академии им. А. Л. Штиглица.
1. 12 октября — 29 октября 2014 г. — Выставка «КРЫЛЬЯ». Море любви, море желания, море счастья. Организаторы: Комитет по культуре Санкт-Петербурга Международный фонд поддержки культуры «МАСТЕР-КЛАСС». Галерея «МАСТЕР». Санкт-Петербург.
2. 18 октября — 31 октября 2015 г. — Выставка «ВТОРАЯ ОСЕНЬ ЛЮБВИ». Галерея «МАСТЕР» Санкт-Петербург.
3. 18 октября — 10 ноября 2016 г. — Выставка «ЦВЕТЫ ДЛЯ МАРИИ». Галерея «МАСТЕР». Санкт-Петербург.
4. 27 октября — 8 ноября 2017 г. — Выставка «АХ!». Галерея «МАСТЕР». Санкт-Петербург.
5. 19 октября — 9 ноября 2018 г. — Выставка «ПЯТАЯ ОСЕНЬ ЛЮБВИ». Галерея «МАСТЕР». Санкт-Петербург.
6. 18 октября — 1 ноября 2019 г. — Выставка «ГОЛАЯ ПРАВДА» «ШЕСТАЯ ОСЕНЬ ЛЮБВИ». Галерея «МАСТЕР». Санкт-Петербург.
7. 17 октября — 31 октября 2020 г. — Выставка «СЕДЬМАЯ ОСЕНЬ ЛЮБВИ»[14]. Галерея «МАСТЕР». Санкт-Петербург.
8. 17 октября — 31 октября 2021 г. — Планируемая выставка «СВИДЕТЕЛИ ЛЮБВИ». «ВОСЬМАЯ ОСЕНЬ ЛЮБВИ». Галерея «МАСТЕР». Санкт-Петербург.

## Награды
- Диплом Союза Художников России «За успехи в творчестве и содействие развитию изобразительного искусства России»;
- Почётная грамота Министерства образования Российской Федерации «За педагогическую деятельность»;
- Золотая грамота Благотворительного фонда «Меценаты столетия» за выдающийся вклад в дело возрождения и процветания Мира;
- Медаль «Честь и польза» Фонда «Меценаты столетия».
- ХXVIII международный фестиваль искусств «МАСТЕР-КЛАСС» получил звание «Мастер» в номинации живопись в 2020 г.